# Higor Meritão
Higor Meritão (Mato Grosso, Brasil, 23 de junio de 1994) es un futbolista brasileño que juega como centrocampista defensivo en el Clube de Regatas Brasil de la Serie B.  

## Trayectoria
Anteriormente representó a varios clubes del estado de São Paulo en las divisiones inferiores del Campeonato Paulista, así como una etapa con el Botafogo-PB en 2017. Debutó en la liga nacional en 2018 con Ferroviária en un 2018. Campeonato Brasileño de Serie D partido contra Cianorte el 19 de mayo de 2018.
Tras su paso a préstamo al Botafogo-SP, hizo su debut en el Campeonato Brasileño de Serie B como suplente en la segunda mitad en el primer partido de la temporada 2019, contra Vitória.

### Club Universidad Nacional
Se confirmó su llegada, a préstamo, al Club Universidad Nacional de México para el Apertura 2021.